# Caviphantes flagellatus
Caviphantes flagellatus là một loài nhện trong họ Linyphiidae.
Loài này thuộc chi Caviphantes. Caviphantes flagellatus được Zhu & Zhou miêu tả năm 1992.